# Maurice Ténine
Maurice Ténine, né Moïshe Eidel Ténine le 4 février 1907 à Alexandrie (Égypte), fusillé comme otage le 22 octobre 1941 à Châteaubriant (Loire-Inférieure), est un médecin français, résistant et militant du Parti communiste.

## Biographie

### Jeunesse et formation
Les parents de Maurice Ténine sont des Juifs russes, émigrés en 1906, finalement installés en France en 1909 et naturalisés en 1926. Brillant élève, il décroche son baccalauréat en 1923 et son doctorat en médecine en 1935, finançant ses études par des travaux de traduction du russe et de l'allemand. Il est ainsi le premier à traduire en français un ouvrage de Wilhelm Reich.

### Engagement politique
Maurice Ténine est très tôt engagé politiquement, dans la suite de ses parents, sympathisants bolchéviques. Il adhère au Parti communiste français au milieu des années 1920, il participe essentiellement aux activités de jeunesse du parti.
En 1934, il effectue son service militaire comme médecin auxiliaire. Il est cependant mis aux arrêts et dégradé pour avoir diffusé de la presse communiste au camp d'Orly où il est affecté.
L'année suivante, il s'installe à Fresnes où il exerce comme médecin, tout en continuant à militer. C'est ainsi qu'en 1937 il est élu conseiller municipal. En 1938, il exerce à Antony, ville voisine.

### Seconde Guerre mondiale

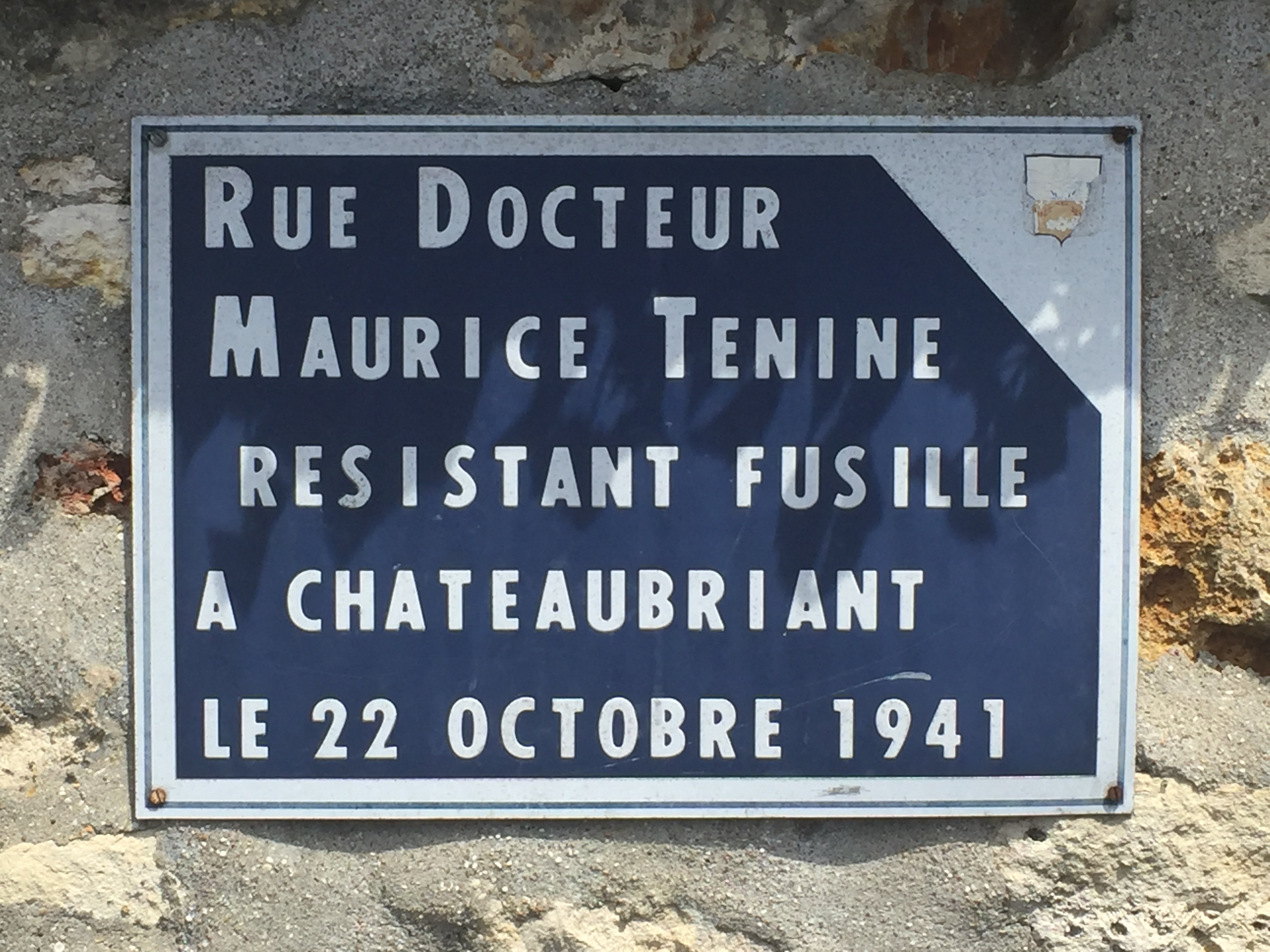
Plaque de rue à Wissous.

Lors du déclenchement de la Seconde Guerre mondiale, il est mobilisé et, malgré sa demande, n'est pas réintégré comme médecin. Bien qu'officiellement infirmier, il exerce cependant des tâches médicales pendant les semaines de juin 1940.
Démobilisé en juillet, il subit les lois discriminatoires du régime de Vichy : d'abord déchu de son mandat de conseiller municipal, il est ensuite radié, en tant que « naturalisé », de l'ordre des médecins.
C'est en 1941 qu'il s'engage dans la résistance active. Il organise le soutien médical de l'organisation spéciale (OS) et met en place la publication d'un journal clandestin Le Médecin français, en collaboration avec Jean-Claude Bauer.
Arrêté par la police française en février 1941, transféré au camp de Choisel, à Châteaubriant, en mai, il fait partie des 27 fusillés du 22 octobre avec, entre autres, Guy Môquet.
Déclaré mort pour la France, il est décoré à titre posthume de la croix de guerre 1939-1945 et fait chevalier de la Légion d'Honneur, le 29 août 1945.
Sur la demande de ses enfants (sa veuve, Annette Galaburda, étant elle morte en déportation à Auschwitz), il reçoit le grade de lieutenant des FFI en 1951.
Il est inhumé au cimetière d'Antony, dans les Hauts-de-Seine.
Sa fille Nadia Ténine, épouse Michel (1933-2003) a été une historienne, spécialiste de l'histoire contemporaine de la banlieue parisienne (Seine-et-Oise, en particulier) et collaboratrice du Maitron.

## Hommages
Quelques communes du sud parisien ont donné son nom à des rues :
- rue du docteur Ténine, à Antony et Gentilly ;
- rue du docteur Maurice Ténine, à Wissous ;
- rue Maurice Ténine à Fresnes.